# ماريا والدمان
ماريا والدمان (بالألمانية: Maria Waldmann)‏ هي مغنية أوبرا ومغنية نمساوية، ولدت في 19 نوفمبر 1844 في فيينا في النمسا، وتوفيت في 6 نوفمبر 1920 في فيرارا في إيطاليا.

## وصلات خارجية
- ماريا والدمان على موقع ميوزك برينز (الإنجليزية)